# Индийцы в Гонконге

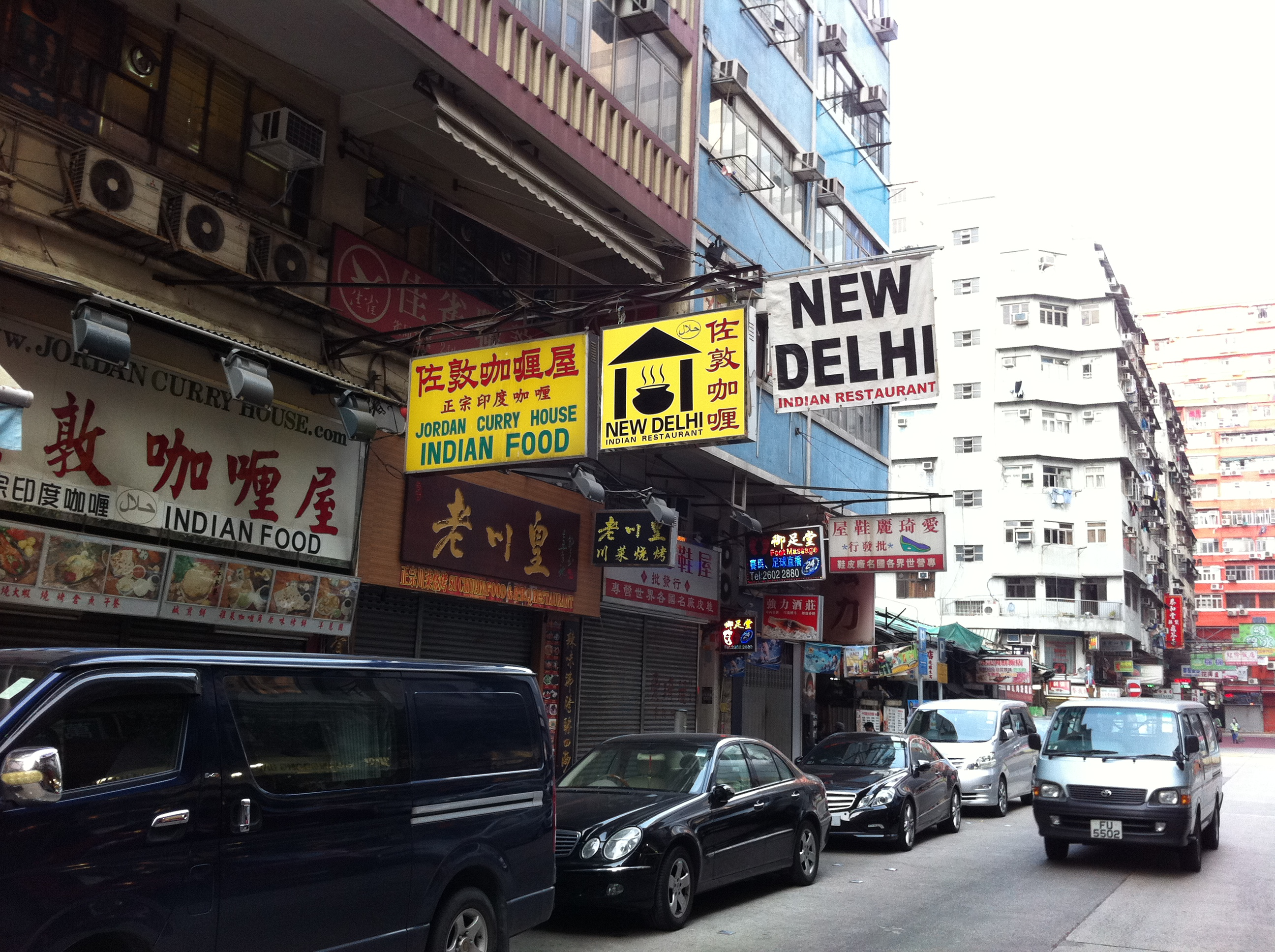
Индийский ресторан в районе Джордан

Индийцы (англ. Indians, кит. 香港印度人) — одна из старейших групп населения Гонконга, появившаяся в колонии с началом британского правления. Многие поколения индийцев родились в Гонконге и считают его своим домом. Согласно данным переписи населения 2011 года в Гонконге официально проживало 28,6 тыс. индийцев. В разговорной речи всех выходцев из Южной Азии, несмотря на их географическую, лингвистическую или религиозную принадлежность, часто называют «индийцами» (включая пакистанцев, непальцев, ланкийцев и бангладешцев), так как почти все южноазиатские общины Гонконга происходили из Британской Индии.  
Видными гонконгцами индийского происхождения были Хормусджи Наороджи Моди, Джехангир Хормусджи Руттонджи, Хари Харилела (основатель гостиничной и торговой компании Harilela Group), Харнам Сингх Гревал (с 1984 года комиссар по таможенным и акцизным сборам, с 1986 года секретарь по транспорту, в 1987—1990 годах секретарь по гражданским услугам правительства Гонконга).

## История

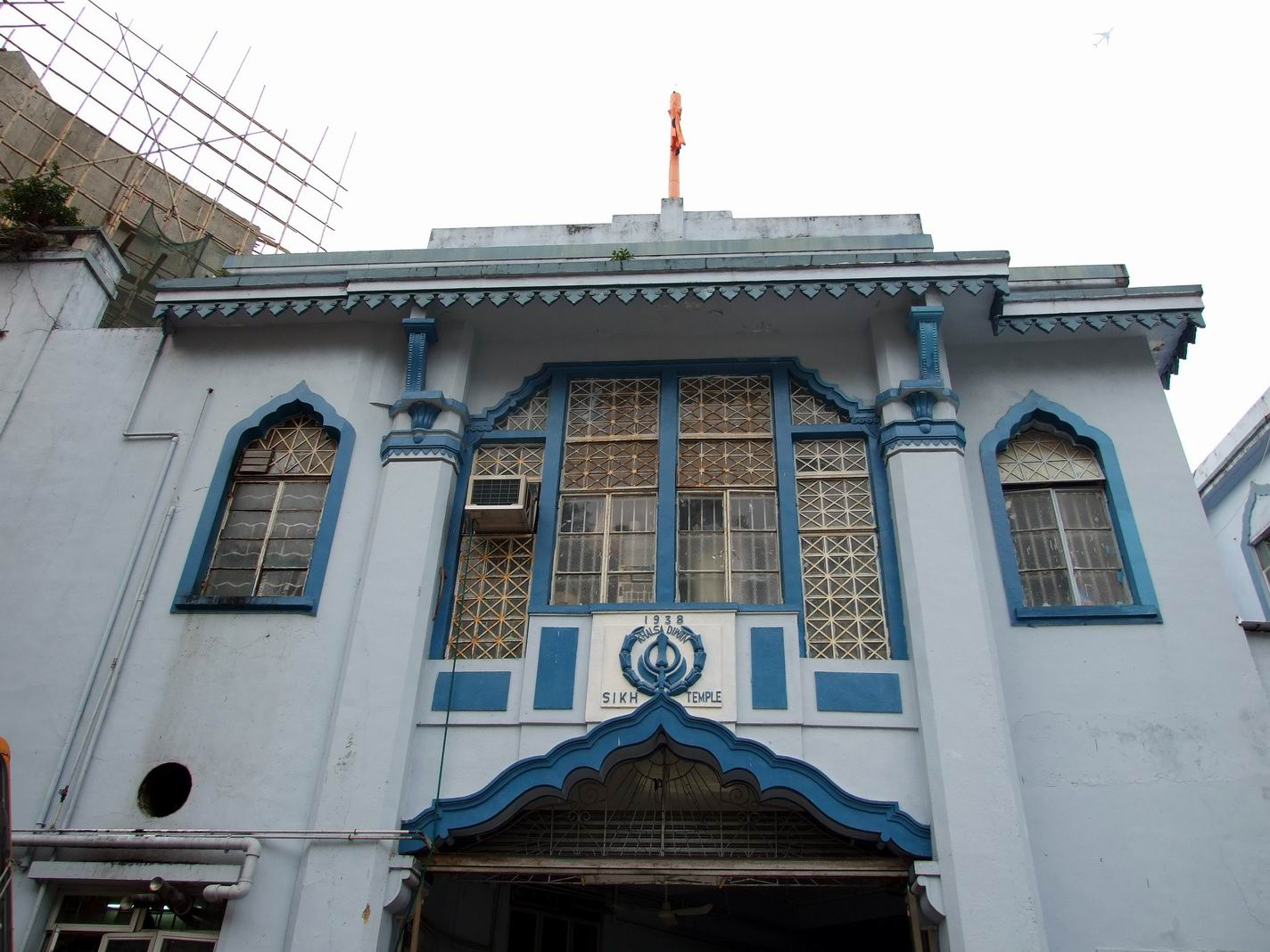
Сикхский храм Кхалса Диван

Индийцы появились в Гонконге с первых дней британского правления. Солдаты-сикхи присутствовали на церемонии подъёма британского флага, когда Чарльз Эллиот объявил Гонконг владением Великобритании. Уже в начале 1841 года здесь базировалось около 2,7 тыс. индийских солдат из состава британского гарнизона. Вскоре индийцы составляли значительную долю и в полиции Гонконга.
Помимо госслужащих, в Гонконге стали оседать и индийские коммерсанты, многие из которых специализировались на поставке опиума из Британской Индии в южный Китай. В 1865 году торговцы-парсы поддержали учреждение The Hongkong and Shanghai Banking Corporation. В 1888 году купец-парс Дорабджи Наороджи Митхайвала основал паромную компанию «Kowloon Ferry Company», перевозившую пассажиров и грузы между Коулуном и островом Гонконг (в 1898 году компания была переименована в «Star Ferry» и функционирует до сих пор). В 1911 году при участии Хормусджи Наороджи Моди был основан Гонконгский университет.
В 1931 году в Гонконге проживало около 3,5 тыс. индийцев, около 1,8 тыс. из них работало в администрации колонии. В 1952 году коммерсанты индийской общины учредили Индийскую торговую палату Гонконга (Indian Chamber of Commerce Hong Kong). В 1960-х годах в Гонконге осела волна коммерсантов-марвари, бежавших из Бирмы. К 1985 году из 14 тыс. гонконгских индийцев около 6 тыс. имели паспорта граждан Британских зарубежных территорий (British Overseas Territories citizen). В конце 1980-х годов четыре сотни индийских торговых фирм контролировали около 10 % гонконгского экспорта. Накануне передачи Гонконга КНР (1997) почти все гонконгские индийцы получили паспорта Великобритании или Индии, и лишь немногие согласились на китайское гражданство.

## Современное положение

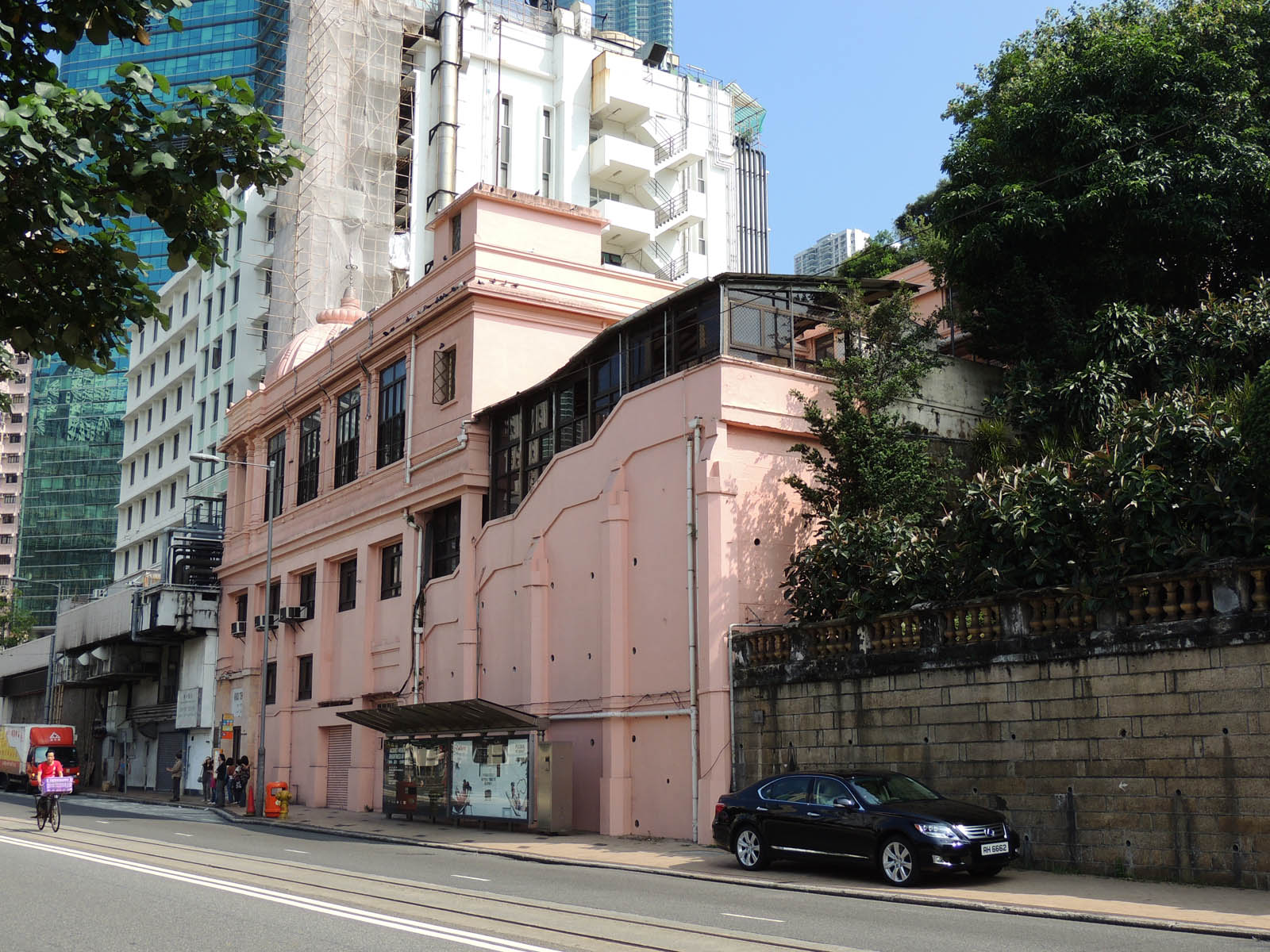
Индуистский храм в районе Хэппи-Вэлли

По состоянию на 2011 год крупнейшие общины индийцев проживали в округе Яучимвон (5,3 тыс.), округе Сентрал-энд-Вестерн (3,8 тыс.) и округе Коулун-Сити (3,3 тыс.).
Индийцы Гонконга имеют гражданство Индии, Великобритании или Китая (согласно данным Комитета по индийской диаспоре, в 2000 году 22 тыс. индийцев Гонконга имели паспорта Индии, а 28,5 тыс. человек индийского происхождения — паспорта других стран).
Среди гонконгцев индийского происхождения имеется значительная прослойка коммерсантов и финансистов, многие работают в сфере туризма, гостиничного дела, медицины, страхования, телекоммуникаций и информационных технологий, менеджерами в офисах транснациональных компаний и банков. В 2005 году в Гонконге имелось около 1,3 тыс. домработниц из Индии. Среди индийцев выделяются богатые общины тамилов-мусульман, владеющих ювелирными магазинами и мастерскими, и гуджаратских торговцев алмазами и бриллиантами. Община синдхов очень влиятельна в сфере экспортно-импортных операций. Также индийцам принадлежат многие рестораны, кафе, бары, отели, магазины и портные мастерские.
Индийские магазины одежды и тканей сконцентрированы на улицах Натан-роуд и Моди-роуд в районе Чимсачёй. В Гонконге есть немало студий йоги и аюрведы, принадлежащих индийцам.
Основными индийскими организациями Гонконга являются Совет индийских ассоциаций Гонконга, Индийская торговая палата, Индийская ассоциация, Индийский клуб, Ассоциация индуистов, Гонконгский клуб индийских женщин и спортклуб Нав Бхарат.     

### Этно-религиозная принадлежность
Индийцы первой волны, прибывшие в Гонконг в середине XIX века, происходили преимущественно из Бомбея и Гуджарата. Многие индийцы прибывали в Гонконг в качестве солдат британской армии, а после демобилизации шли работать в полицию, тюрьмы или частными охранниками. Среди коммерсантов индийского происхождения имелись значительные группы парсов, марвари и тамилов. Перед Второй мировой войной почти 60 % полицейских Гонконга были сикхами. После получения Индией независимости в 1947 году часть индийцев покинула Гонконг (в их числе было много полицейских панджабцев сикхского и мусульманского вероисповедания, а также пуштунов).
Из-за различного происхождения среди индийцев распространено несколько региональных языков — синдхи, гуджарати, марвари, панджаби, бенгали, тамильский, малаялам и маратхи. Большинство индийцев говорит на одном из родных языков (58 %) и на английском языке (37 %), часть — на кантонском (4,6 %). Среди индийцев имеются значительные группы индуистов, мусульман (в том числе исмаилитов), христиан и сикхов, а также маленькие группы джайнов (около 500 человек), зороастристов (около 200) и буддистов. Джайны происходят из Гуджарата и Раджастхана, их община быстро выросла в 1980-х годах. Джайны доминируют в секторе торговли алмазами, в 1996 году они открыли свой храм Шри Гонконг Джайн Сангх в районе Чимсачёй.